# Acanthomysis sheni
Acanthomysis sheni är en kräftdjursart som beskrevs av Wang och Liu 1989. Acanthomysis sheni ingår i släktet Acanthomysis och familjen Mysidae. Inga underarter finns listade i Catalogue of Life.